# Marshall Eriksen
Marshall Eriksen egy kitalált szereplő, az Így jártam anyátokkal című sorozat egyik főszereplője. Megalkotói Carter Bays és Craig Thomas, utóbbi a saját személyisége illetve a feleségével, Rebeccával való viszonya alapján alkotta meg őt. A karaktert Jason Segel játssza, magyar hangja Csőre Gábor. A gyerek Marshallt Koby Rouviere és Tyler Peterson alakították egyes epizódokban.

## Szerepe a sorozatban
Marsall az egyik az öt főszereplő közül az Így jártam anyátokkal című sorozatban. Legjobb barátja Ted Mosby, aki szintén a legjobb barátjának tartja őt és akivel 1996-ban ismerkedtek meg a Wesleyan Egyetem kollégiumában, ahol szobatársak voltak. Tanulmányaik után mindketten New Yorkba költöztek, és közösen béreltek lakást. Lily Aldrinnal is elsőéves korukban ismerkedtek meg, azóta együtt jártak, és a legelső epizódban Marshall megkérte a kezét. Ez az esemény inspirálja arra Tedet, hogy megkeresse élete szerelmét.
Marshall a minnesotai St. Cloud-ban született, ennek és vezetéknevének alapján valószínűleg dán vagy norvég felmenői lehettek. Két bátyja van, az ifjabbik Marvin és Marcus. 191 centijével ő a törpe a családban, miután az Eriksenek nagydarab, magas, életerős emberek.Nagyon közel áll a családjához, különösen az apjához, Marvinhoz. Amikor Marvin meghal, teljesen összeomlik, és sok idő kell hozzá, hogy helyrejöjjön. Anyját, Judyt is szereti, annyira, hogy teljesen figyelmen kívül hagyja a tényt, hogy utálják egymást Lilyvel. Tinédzserkorában a testvérei folyton ugratták őt, és sokszor brutálisan verekedtek is egymással. A Minnesota Vikings szurkolója. A Wesleyen Főiskola után a Columbia Egyetemen szerzett sikeresen jogi diplomát.
Nagyon kevés információ áll csak rendelkezésre arról, hogy mikor is lehet Marshall születésnapja. "A görcs" című részben azt mondja, hogy 29 éves, amit 2007 novemberében adtak le, eszerint 1977-ben vagy 1978-ban született. "A kecske" című részben Ted 30 éves lett, és a párbeszédek alapján a többiek még nem érték el ezt az életkort. A "Glitter" című részben azt mondja, hogy 384 hónapos, és figyelemmel az epizód vetítésének időpontjára, születésnapja valamikor 1978. november 2-14. között van.
Az első két évadban Marshall még joghallgató a Columbia Egyetemen, aki arról ábrándozik, hogy környezetvédelmi ügyvéd lesz. Amikor végre leteszi a záróvizsgát, mégsem teljesítheti be álmát, mert az életében beállt változások és pénzhiány miatt annyira szüksége van a pénzre, hogy a korrupt multinacionális vállalatnak, a Góliát Nemzeti Banknak kezd el dolgozni. A hetedik évadban azonban elege lesz ebből, és végre beteljesíti álmát, mígnem a nyolcadik évad végén felkínálnak neki egy bírói állást, amelyre azért jelentkezett, mert úgy látja, változást csak ezen a téren tud elérni. Ezt anélkül fogadja el, hogy megbeszélte volna Lilyvel, noha tudja, hogy neki pedig Olaszországba kellene utaznia egy évre a munkája miatt. Lily kedvéért mégis visszautasítja ezt. Miután hazatértek, újra céges ügyvédként kezd el dolgozni, amíg nem kínálnak fel neki ismételten egy bírói állást. 2020-ban beválasztják New York állam Legfelsőbb Bíróságába.
Marshall hisz a természetfeletti jelenségekben, babonás, és hisz a Nagylábú és a Loch Ness-i szörny létezésében. Ő maga is felfedezett egy ilyen lényt, a "csótányegeret". Személyisége túlságosan barátságos és kedves, amiből néha baja származik, amellett érzelgős is. Jól tud kosarazni és birkózni, amellett megmagyarázhatatlanul szerencsés bármilyen játékban (amelyeket olykor ő talál ki). A sportokat egy időben hanyagolnia kellett a balettcsípője miatt. 16. születésnapjára megkapta bátyáitól azok Pontiac Fieróját, de csak rengeteg kínos próbatétel után. A legtöbb fényképen előnytelenül néz ki. Remek dalszerző, sokszor énekelget is, és indokolatlanul készít weboldalakat különféle események kapcsán. Imádja a Star Wars-t, valamint a Baseballálmok című filmet.

## Kapcsolatai a szereplőkkel

### Lily Aldrin
Marshall és Lily a kollégiumba való beköltözés napján találkoztak először, és azonnal egymásba szerettek. Később össze is költöztek és jegyesek lettek. Az első évad végén Lily szakít vele, hogy megvalósítsa képzőművészeti álmait San Franciscóban. Marshall mély depresszióba esik, de később, amikor Lily visszatér a városba, visszafogadja őt (bár nem azonnal), és a második évad végén össze is házasodnak. Többször próbálkoznak összehozni egy gyereket, amely csak a hatodik évad végén sikerül, és első gyerekük a hetedik évad végén születik meg.
Marshall és Lily igazi lelki társak: abszolút mindenről beszámolnak egymásnak, csak egymással feküdtek le egész életükben, és tökéletesen megértik egymást akkor is, amikor elvileg teljesen másról beszélnek.
Az utolsó évad során Marshall és fia éppen Barney esküvőjére tartanak, hogy még idejében odaérjenek. Amiatt aggodalmaskodik, miképp mondja el Lilynek, hogy a tudtán kívül elfogadott egy bírói állást. Amikor rájön, hogy útban van a második gyerekük, feladja ezt az álmát, és egy évre Rómába költöznek. Harmadik gyermekük később születik meg, az ő nevét sosem fedik fel a sorozat során.

### Ted Mosby
A kollégiumi évek óta lakótársak és barátok. Barátságuk egy hírhedten balul sikerült utazás során alakult ki. Marshall és Lily szinte családtagnak tekintik,mint a "harmadik muskétást". Ted segít Marshallnak helyrejönni a szakítása után, Marshall pedig ott van Ted életének legfontosabb pillanataiban. Ted volt Marshall násznagya az esküvőjén, és fordítva, Marshall Ted esküvőjén.

### Barney Stinson
Marshall Teden keresztül ismerte meg Barneyt, aki őt is meg akarta tanítani "élni". Marshallt egyszerre lenyűgözi és megbotránkoztatja Barney életstílusa és stiklijei. Barney valóban jóbarátként mutatkozik: elintézi, hogy Marshallnak adjanak állást a Góliát Nemzeti Banknál, rábeszéli Lilyt, hogy jöjjön haza San Franciscóból, és ő házasítja össze kettejüket. Mivel Barney segített Marshallnak odaérkeznie első gyerekük születése idejére a kórházba, ő adhatta a gyerek második nevét, így lett Marvin Mostfigyelj Eriksen.
"A pofogadás" című epizódban Marshall egy fogadás útján elnyeri annak a jogát, hogy bárhol és bármikor lekeverjen Barneynak öt pofont. Ezekre a "Pofogadás", a "Cuccok", a "Pofonadás", és a "Pofonadás 2" című epizódokban került sor. Miután egy másik fogadás következményeképpen Barneynak egy évig egy kacsás nyakkendőt kellene hordania, amit ő nagyon nem szeretne, ezeket beváltják három újabb pofonra. Ezeket a "Katasztrófa elhárítva", a "Pofonadás 3", és "Az oltár előtt" című részekben lövi el.

### Robin Scherbatsky
Az első évadban Robin és Marshall is összebarátkoznak, bár úgy véli, Tednek nem kellene vele foglalkoznia. Amikor összejönnek, továbbra is jóban marad vele, még azután is, hogy szakítanak. Ő és Lily kétszer is befogadják magukhoz Robint, amikor rászorul, közben pedig a hátuk mögött fogadnak, hogy összejönnek-e Teddel. Visszatérő geg a sorozat során, hogy Marshall azt gondolja, Robin rámozdult, akkor is, amikor teljesen egyértelmű, hogy szó sincs erről.